# Stadtlexikon Hannover

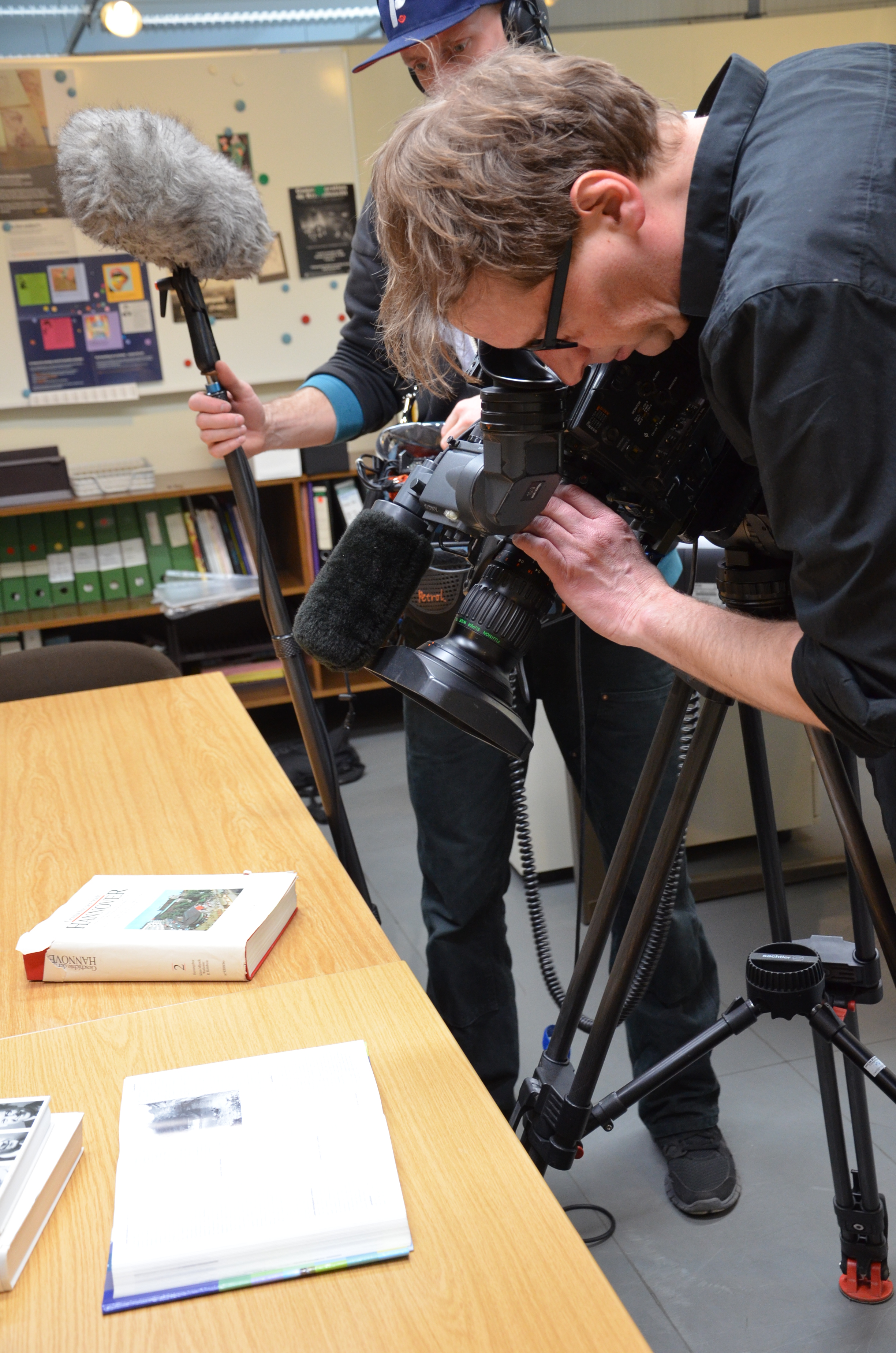
Filmaufnahmen des Norddeutschen Rundfunks vom Stadtlexikon Hannover

Das Stadtlexikon Hannover. Von den Anfängen bis in die Gegenwart ist das erste Lexikon zur Geschichte der Stadt Hannover bis zur Gegenwart. Es erschien im Jahr 2009 in der Schlüterschen Verlagsgesellschaft in Hannover.
Herausgeber sind die langjährigen ehemaligen Museumsdirektoren Klaus Mlynek (Stadtarchiv Hannover) und Waldemar R. Röhrbein (Historisches Museum am Hohen Ufer) gemeinsam mit Dirk Böttcher und Hugo Thielen. Redakteur war Peter Schulze.

## Inhalt
Das Nachschlagewerk listet auf 703 Seiten rund 2.500 Einzelstichwörter zuzüglich nicht gezählter Verweisbegriffe und einiger Abbildungen. Naturräumliche Voraussetzungen und topographische Gegebenheiten werden ebenso behandelt wie Politik, Verwaltung, Wirtschaft, Gesellschaft, Religion, Bauwesen, Verkehr, Recht, Kultur, Bildung und Wissenschaft.
Biographisches zu einzelnen Personen und ganzen Familien wurden überwiegend aus dem Hannoverschen Biographischen Lexikon (HBL) übernommen und um einzelne, in Hannover geborene oder verstorbene Persönlichkeiten ergänzt.
In das Lexikon aufgenommen wurden auch zugewanderte Personen, die Bedeutendes in oder auch außerhalb der Stadt geleistet haben.
Auch Zusammenhänge mit der niedersächsischen Landesgeschichte wurden berücksichtigt.
Das Lexikon ist illustriert mit Bildern aus dem Historischen Museum.
Im Anhang des Lexikons finden sich Hinweise zur Benutzung, ein Verzeichnis alphanumerischer Abkürzungen, ein Verzeichnis abgekürzt zitierter Literatur sowie die Liste der Herausgeber und Autoren mit einer jeweiligen Kurzbiographie. Autoren des Stadtlexikons Hannover sind neben anderen Eva Benz-Rababah, Dirk Böttcher, Hans Otte, Ines Katenhusen und Gerd van den Heuvel.